# Municipio de Union (condado de Robeson)
El municipio de Union (en inglés: Union Township) es un municipio ubicado en el  condado de Robeson en el estado estadounidense de Carolina del Norte. 

## Geografía
El municipio de Union se encuentra ubicado en las coordenadas 34°32′43.41″N 79°10′41.45″O / 34.5453917, -79.1781806.